# Walther Klepsch
Walther Klepsch (* 4. April 1890 in Wolfenbüttel; † 1. September 1979 in Braunschweig) war ein deutscher Politiker (USPD).

## Leben
Walther Klepsch wurde als Sohn eines Kolporteurs geboren. Nach einer Ausbildung zum Klempner und Schlosser arbeitete er ab 1918 bei der Eisenbahn in Braunschweig.
Klepsch trat 1918 in die USPD ein und wurde im gleichen Jahr in den Braunschweigischen Landtag gewählt, dem er bis 1920 angehörte.
Im Zuge der Aktion Gitter wurde Klepsch im August 1944 für zehn Tage im Arbeitserziehungslager Hallendorf interniert.